# Heddesheim

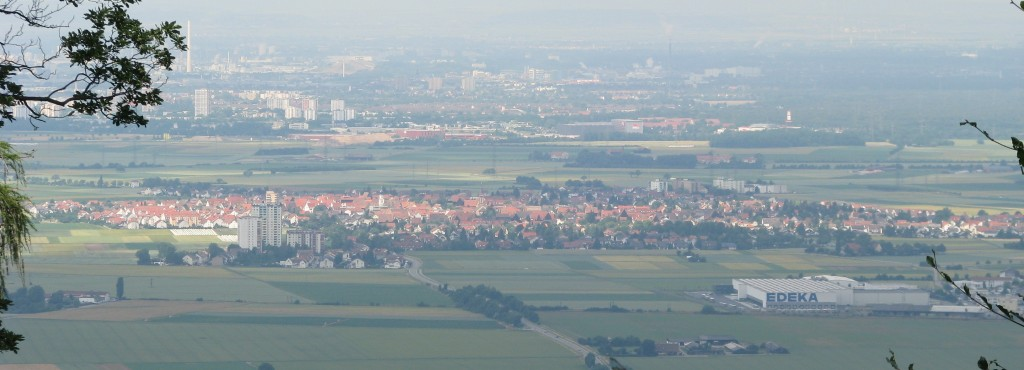
Heddesheim, von der Bergstraße aus gesehen, im Hintergrund Mannheim

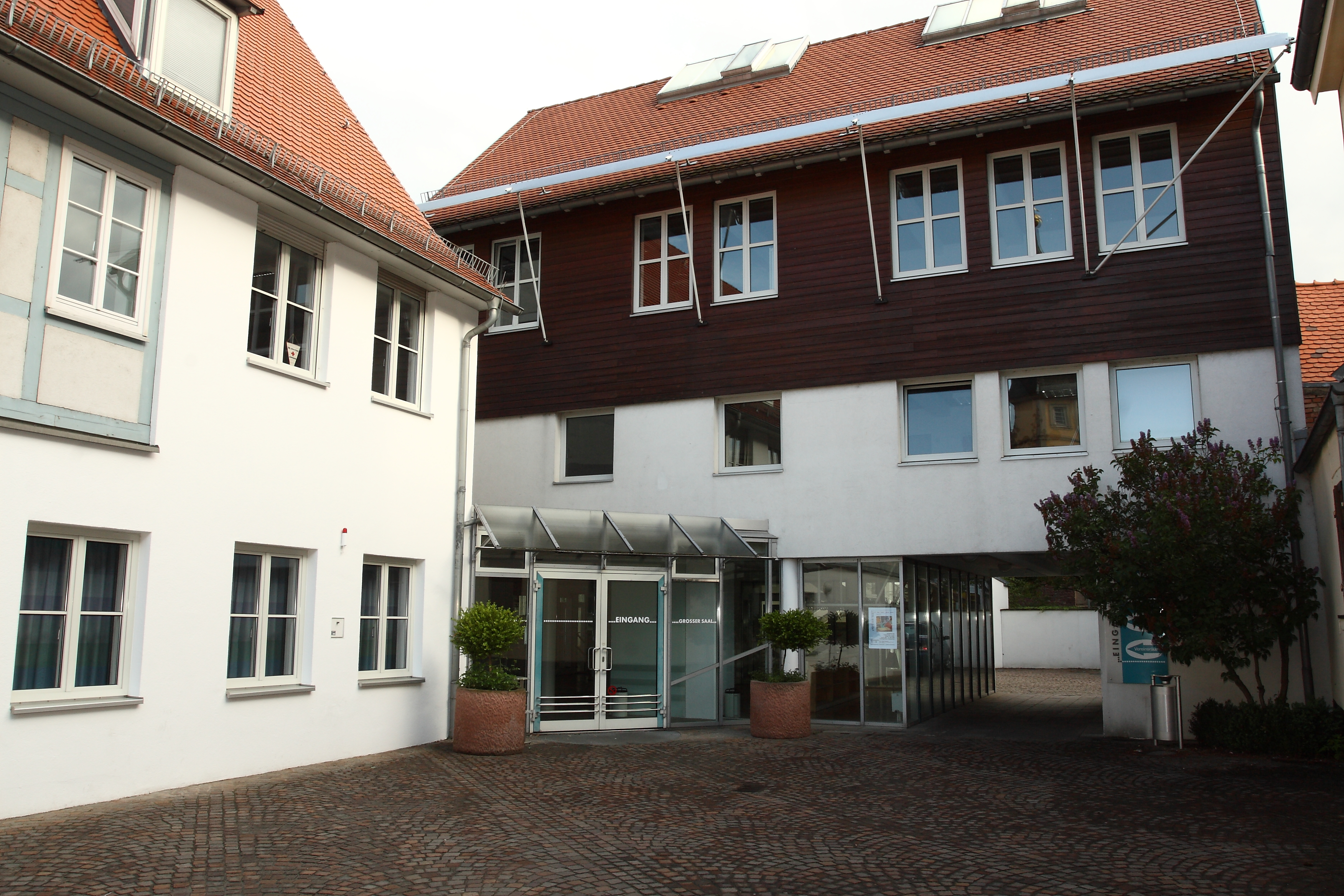
Bürgerhaus

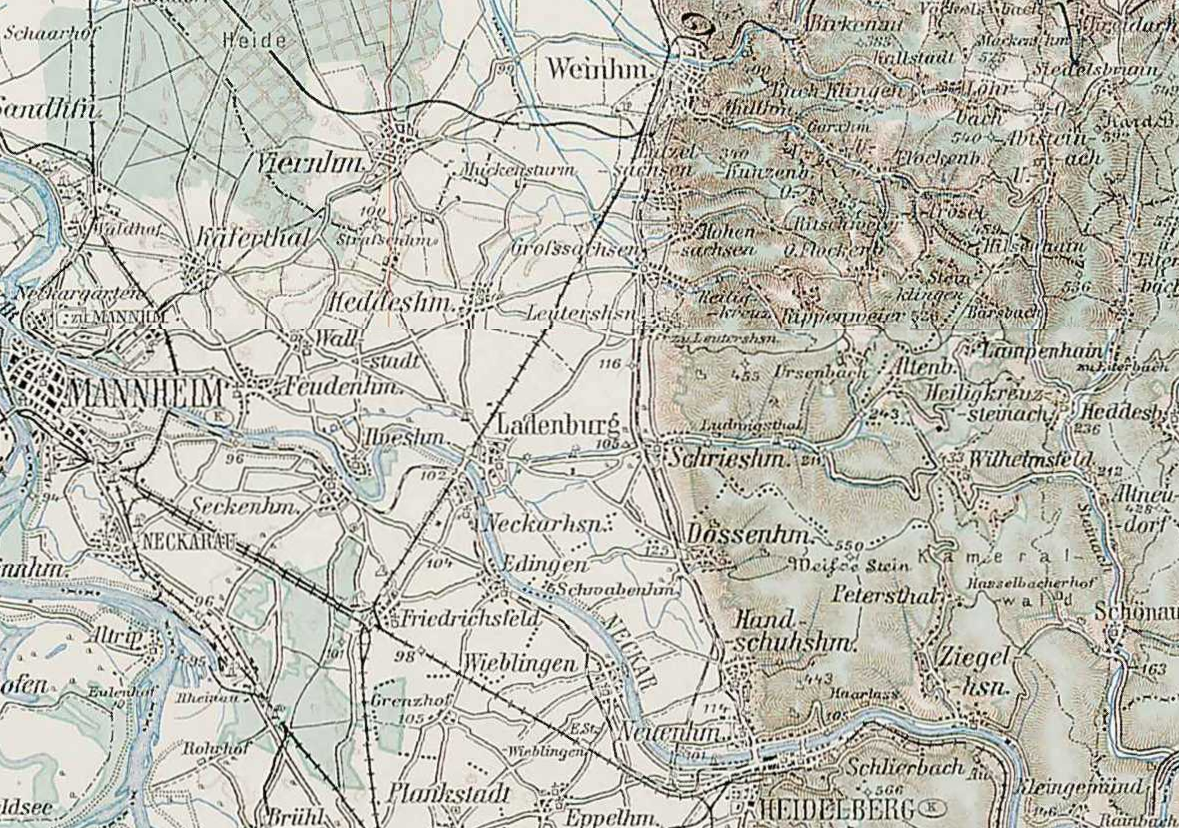
Heddesheim, Muckensturm und Umgebung 1907

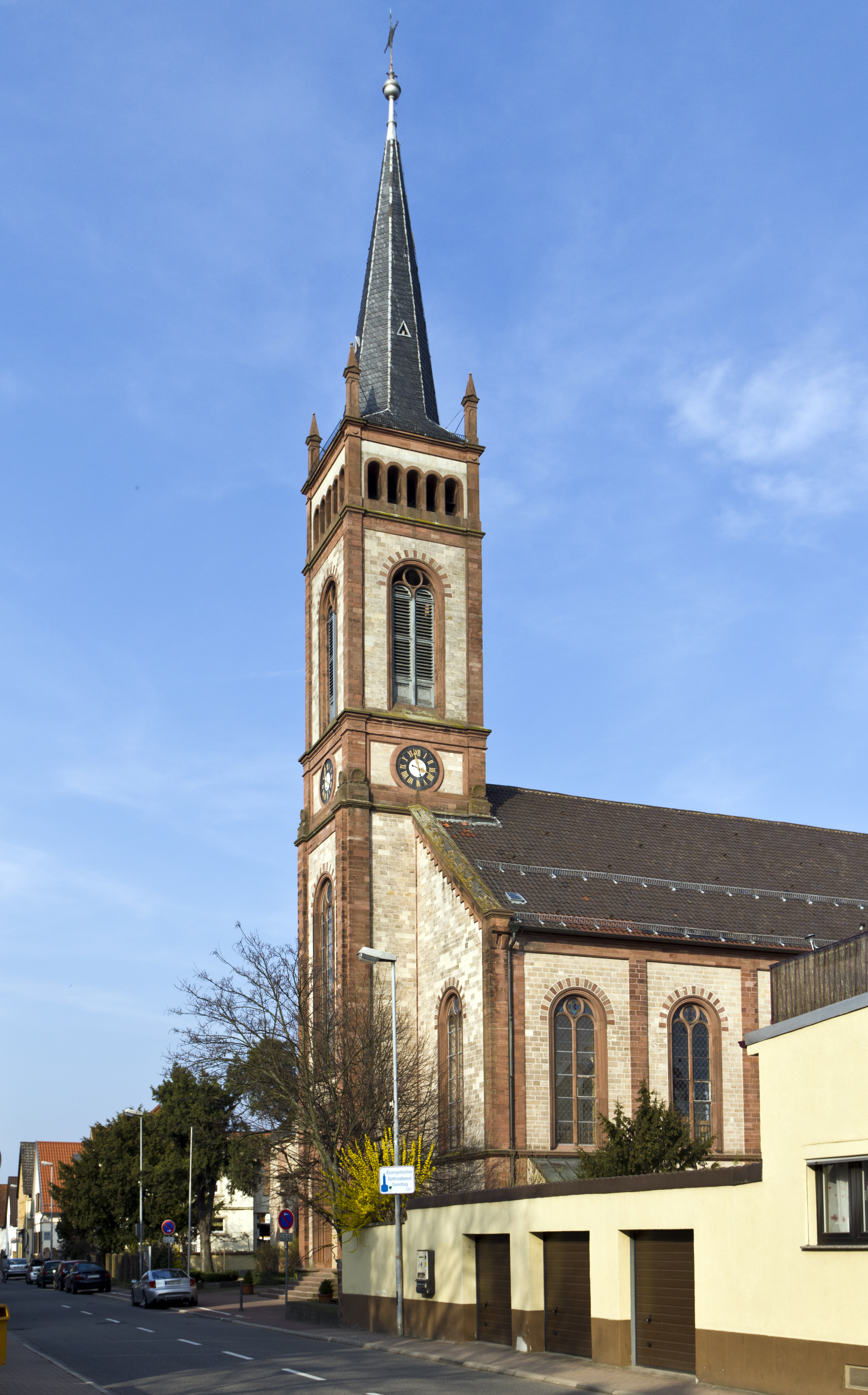
Blick auf die evangelische Kirche

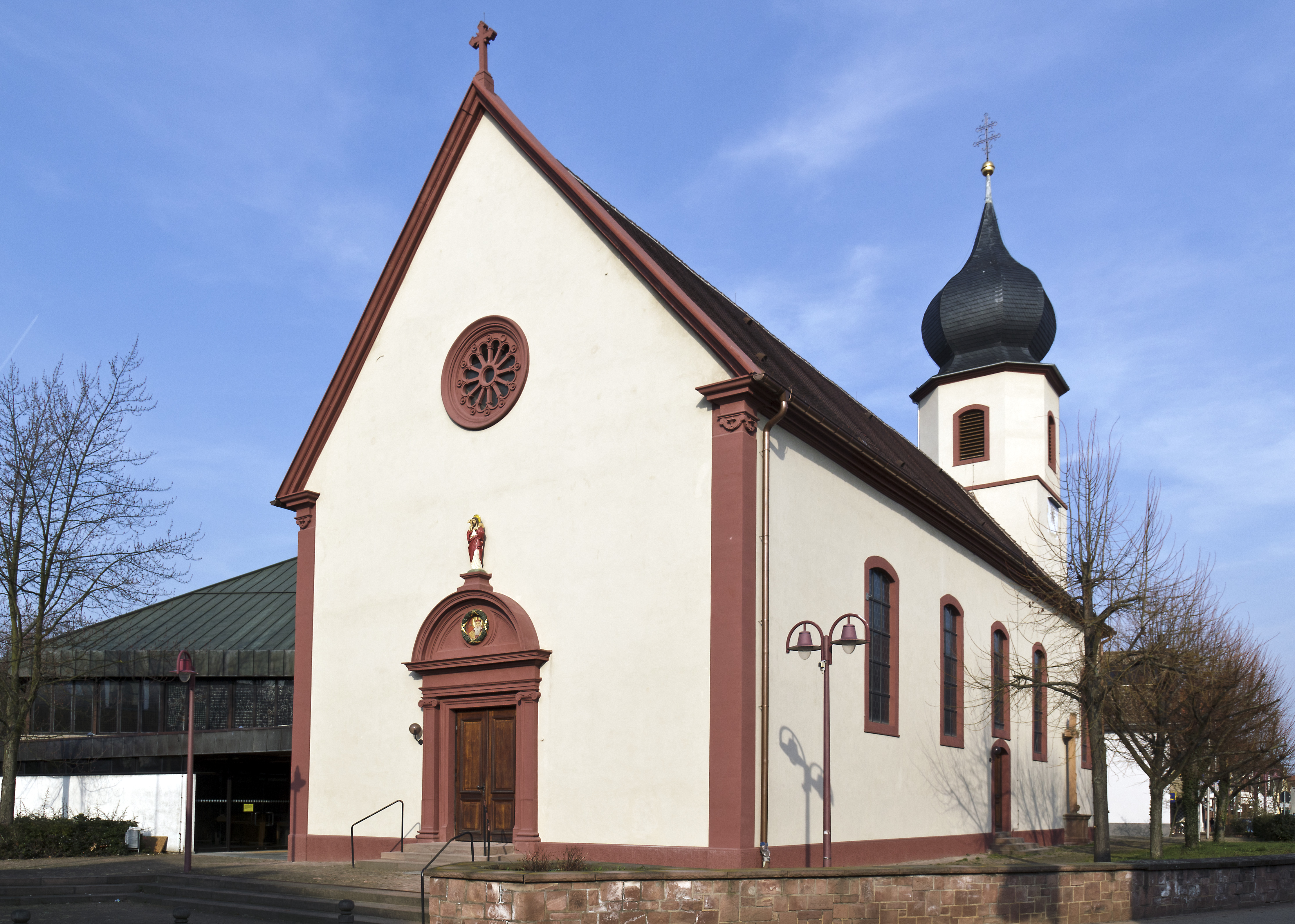
Katholische St.-Remigius-Kirche

Heddesheim (heddesheimerisch: Hellese) ist eine Gemeinde mit rund 12.000 Einwohnern. Sie liegt im Rhein-Neckar-Kreis in Baden-Württemberg in der Nähe von Mannheim und ist ein Teil der Metropolregion Rhein-Neckar.

## Geographie

### Lage und Naturraum
Heddesheim liegt im Nordwesten Baden-Württembergs in der Oberrheinischen Tiefebene. Fast die Hälfte der Gemarkung liegt auf dem Neckarschwemmkegel. In unmittelbarer Nähe befinden sich östlich die Bergstraße und der Odenwald.
Die nördliche Gemeindegrenze stößt mit der Stadtgrenze von Viernheim zusammen, welches bereits im Bundesland Hessen liegt. Nordöstlich grenzt Heddesheim an Weinheim, östlich an Hirschberg an der Bergstraße, im Süden an Ladenburg, im Südwesten an Ilvesheim und im Westen an Mannheim mit den Stadtteilen Feudenheim, Wallstadt und Straßenheim.
Das Gemeindegebiet erstreckt sich über 1271 Hektar. Davon sind 24,8 Prozent Siedlungs- und Verkehrsfläche und 74,2 Prozent werden landwirtschaftlich genutzt.

### Gemeindegliederung
Zur Gemeinde Heddesheim gehören der Weiler Muckensturm, das Gehöft Neuzenhof und die Häuser Becherbruch und die Bahnstation Heddesheim/Hirschberg.

## Geschichte
Erste Siedlungen im Bereich der Heddesheimer Gemarkung lassen sich bereits um 100 n. Chr., als die Römer die Stadt Ladenburg gründeten, nachweisen. Der Name Heddesheim stammt von den Franken, die mutmaßlich während der Völkerwanderung auf der Heddesheimer Gemarkung sesshaft wurden. Der fränkische Name lautete wohl „Heim des Hedo“, woraus sich später der Ortsname Heddesheim entwickelte.
Die erste urkundliche Erwähnung von Heddesheim erfolgte im Lorscher Codex, nach Gutachten im dort nicht konkret erwähnten Jahr 917, in einer Beschreibung des Viernheimer Waldes als „Hetenesheim“. Vermutlich schon Ende des 12. Jahrhunderts übernahmen die Pfalzgrafen bei Rhein die Grundherrschaft. 1222 wurde Muckensturm erstmals urkundlich erwähnt. Um 1450 wohnten etwa 200 Menschen in Heddesheim, das in der Kurpfalz zur Äpfelbacher Zent gehörte.
Der Tabakanbau begann um 1600 auf den Feldern des Ortes. Wie viele Ortschaften der Region wurde auch Heddesheim im Dreißigjährigen Krieg vom Feldherrn Tilly zerstört. Trotz mehrfacher Kriege in der Region zählte die Ortschaft auch Ende des 17. Jahrhunderts immer noch 200 Einwohner.
Das Alte Rathaus wurde 1719 errichtet, 1756 das katholische Pfarrhaus und eine reformierte Kirche. Die katholische Kirche entstand in ihrer heutigen Form 1792. 1803 wurde die Kurpfalz aufgelöst und Heddesheim gelangte zum Großherzogtum Baden. Das Bezirksamt Ladenburg war ab 1820 für Heddesheim zuständig. Später übernahm diese Funktion das Bezirksamt Mannheim, der spätere Landkreis Mannheim.
Um 1825 hatte der Ort 1200 Einwohner. Die reformierte Kirche wurde 1870 abgerissen und durch die heutige evangelische Kirche ersetzt. Gegen Ende des 19. Jahrhunderts wurden bereits 2600 Einwohner gezählt.
Im 20. Jahrhundert wurde der Ort durch die Oberrheinische Eisenbahn (OEG) an das Schienennetz angeschlossen. 1929 wurden die abgesonderten Gemarkungen von Muckensturm und Neuzenhof mit Heddesheim vereinigt. Straßenheim war ursprünglich auch der Gemeinde zugeschlagen worden. Die Straßenheimer wehrten sich allerdings erfolgreich dagegen, weil sie zu Mannheim eingemeindet werden wollten.
Gegen 1939 war der Tabakanbau in Heddesheim auf seinem Höhepunkt. Auf einer Anbaufläche von 300 ha wurde ein Ertrag von nahezu 900 Tonnen Tabak erzielt, was Heddesheim zur größten tabakanbauenden Gemeinde Deutschlands machte. Seit 2010 wird nach dem Wegfall der EU-Subventionen kein Tabak mehr in Heddesheim angebaut.
1868 wurde die „Alte Schule“, in der Beindstraße gebaut. Das Gebäude in der Schulstraße kam dazu. 1958 hatte Heddesheim die Einwohnerzahl mit 5280 Einwohnern nahezu verdoppelt und ein weiteres Schulgebäude wurde errichtet. Mit der Errichtung des zweiten Schulstandortes in der Rheinstraße wurde der alte Standort in Hans-Thoma-Grundschule umbenannt.
1969 wurden das neue Rathaus und das Feuerwehrhaus errichtet, wobei die Gemeinde mittlerweile über 8000 Einwohner zählte. Die zweite Schule, die Johannes-Kepler-Hauptschule (heute mit Werkrealschule), wurde 1971 gebaut. Mit der Auflösung des Landkreises Mannheim kam die Gemeinde am 1. Januar 1973 zum Rhein-Neckar-Kreis. Die Gemeindepartnerschaft mit der französischen Gemeinde Nogent-le-Roi entstand im Jahr 1974. Das neue Bürgerhaus wurde 1989 errichtet, die Gemeinde Heddesheim zählte 11.200 Einwohner.
| Jahr      | 1439 | 1577 | 1777 | 1852  | 1905  | 1950  | 1961  | 1967  | 1970  | 1991   | 1995   | 2005   | 2010   | 2015   |
| --------- | ---- | ---- | ---- | ----- | ----- | ----- | ----- | ----- | ----- | ------ | ------ | ------ | ------ | ------ |
| Einwohner | 135  | 265  | 543  | 1.790 | 2.820 | 5.391 | 6.098 | 7.766 | 8.926 | 10.905 | 11.071 | 11.658 | 11.633 | 11.199 |

## Politik

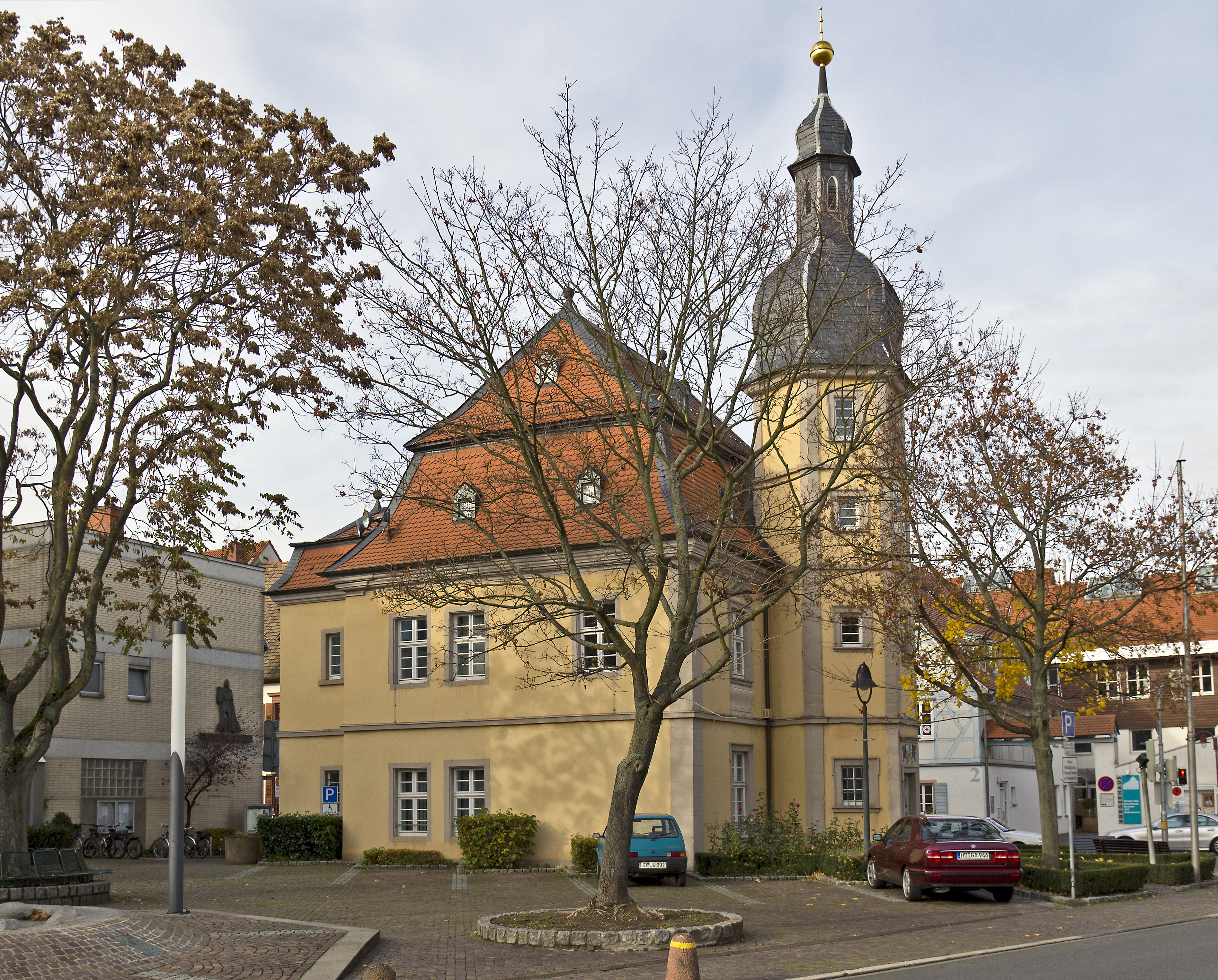
Altes Rathaus

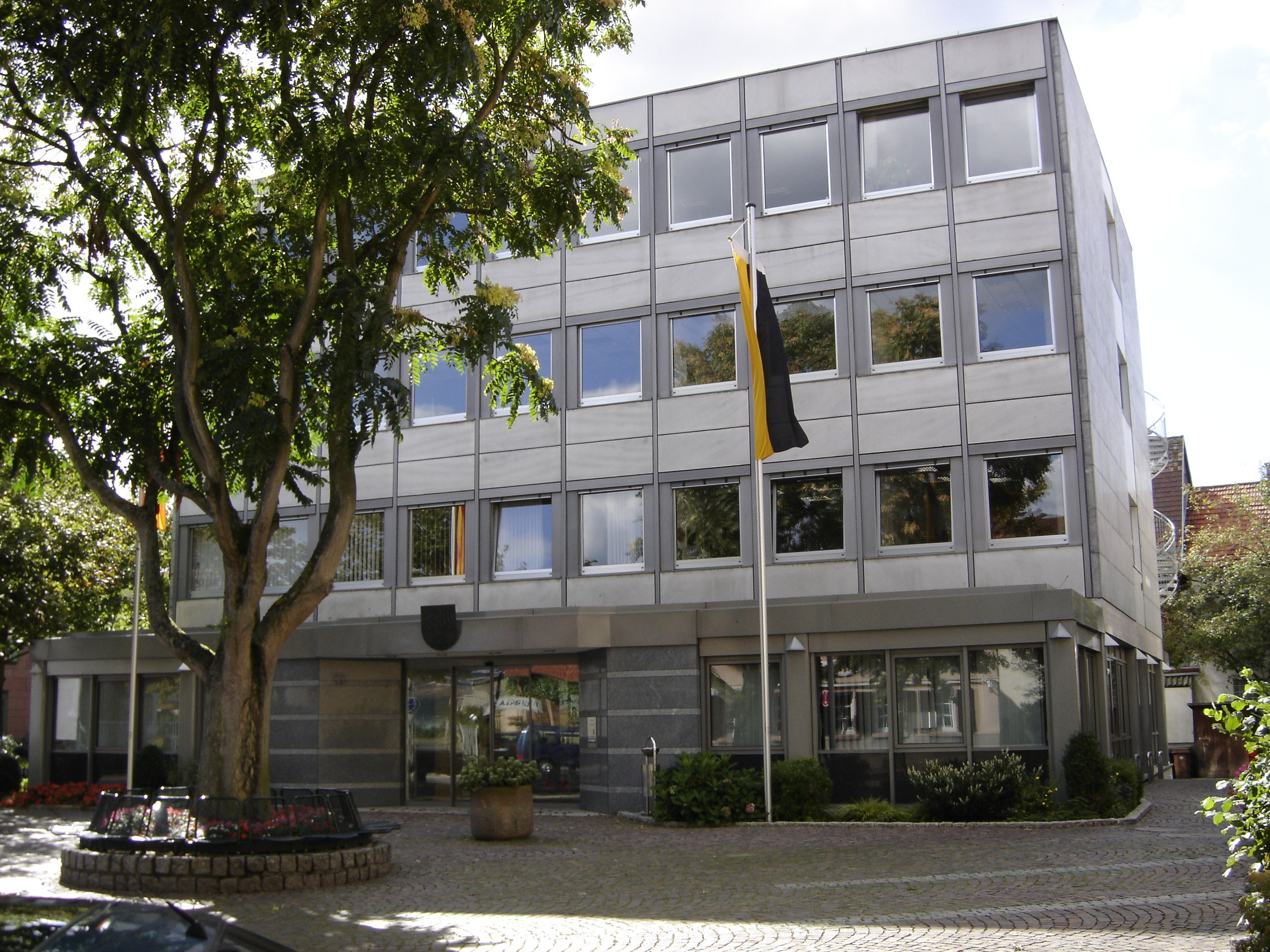
Neues Rathaus

### Gemeinderat
Der Gemeinderat hat 22 ehrenamtliche Mitglieder, die für fünf Jahre gewählt werden. Hinzu kommt der Bürgermeister als stimmberechtigter Gemeinderatsvorsitzender.
Die Kommunalwahl 2024 führte zu folgendem Ergebnis (in Klammern: Unterschied zu 2019):
| Gemeinderat 2024               | Gemeinderat 2024 | Gemeinderat 2024 | Gemeinderat 2024 | Gemeinderat 2024 |
| Partei / Liste                 | Stimmenanteil    | Sitze            |                  |                  |
| ------------------------------ | ---------------- | ---------------- | ---------------- | ---------------- |
| CDU                            | 37,4 % (+4,7)    | 8 (+1)           |                  |                  |
| SPD                            | 22,8 % (−2,8)    | 5 (−1)           |                  |                  |
| Heddesheimer Liste (HL)/FDP    | 21,6 % (+8,4)    | 5 (+2)           |                  |                  |
| Grüne                          | 18,3 % (−10,3)   | 4 (−2)           |                  |                  |
| Wahlbeteiligung: 63,2 % (+1,2) |                  |                  |                  |                  |

### Bürgermeister
Achim Weitz ist seit Juni 2022 Bürgermeister. Er wurde am 10. April 2022  mit 52,2 Prozent der Stimmen zum Bürgermeister gewählt. Er löste Michael Kessler ab, der nicht mehr kandidiert hatte und von 1998 bis 2022 amtierte.
- 1945–1948 Johannes Moos[10]
- 1948–1950 Martin Gerstner[10]
- 1950–1956 Johannes Moos[10]
- 1956–1982 Fritz Kessler
- 1982–1998 Fritz Alles
- 1998–2022 Michael Kessler
- seit 2022 Achim Weitz

### Wappen
Die Blasonierung des Wappens lautet: In halbgespaltenem und geteiltem Schild oben vorn in Schwarz ein linksgewendeter, rot bewehrter, rot bezungter und rot gekrönter goldener Löwe, oben hinten von Silber und Blau schräggerautet, unten in Rot über blauem Wellenschildfuß der silberne lateinische Großbuchstabe H.
Das Wappen geht zurück auf ein Gerichtssiegel aus dem Jahr 1555. Es findet sich auch über dem Portal des 1719 erbauten Rathauses. Löwe und Rauten sind die heraldischen Symbole der Kurpfalz. 1901 wurde das Wappen vom Generallandesarchiv offiziell verliehen.
Die Flagge ist Blau-Weiß und wurde 1968 vom Innenministerium verliehen.

### Gemeindepartnerschaft
Heddesheim pflegt seit 1974 aktiv eine Gemeindepartnerschaft mit Nogent-le-Roi. Nogent-le-Roi ist eine französische Gemeinde im Département Eure-et-Loir in der Region Centre. Sie gehört zum Arrondissement Dreux und ist Verwaltungssitz des Kantons Nogent-le-Roi.

### Nachbarschaftsverband
Heddesheim gehört zum Nachbarschaftsverband Heidelberg-Mannheim, dessen Aufgabe es ist, den regionalen Flächennutzungsplan zu erstellen.

## Kultur und Sehenswürdigkeiten

### Sport und Freizeit

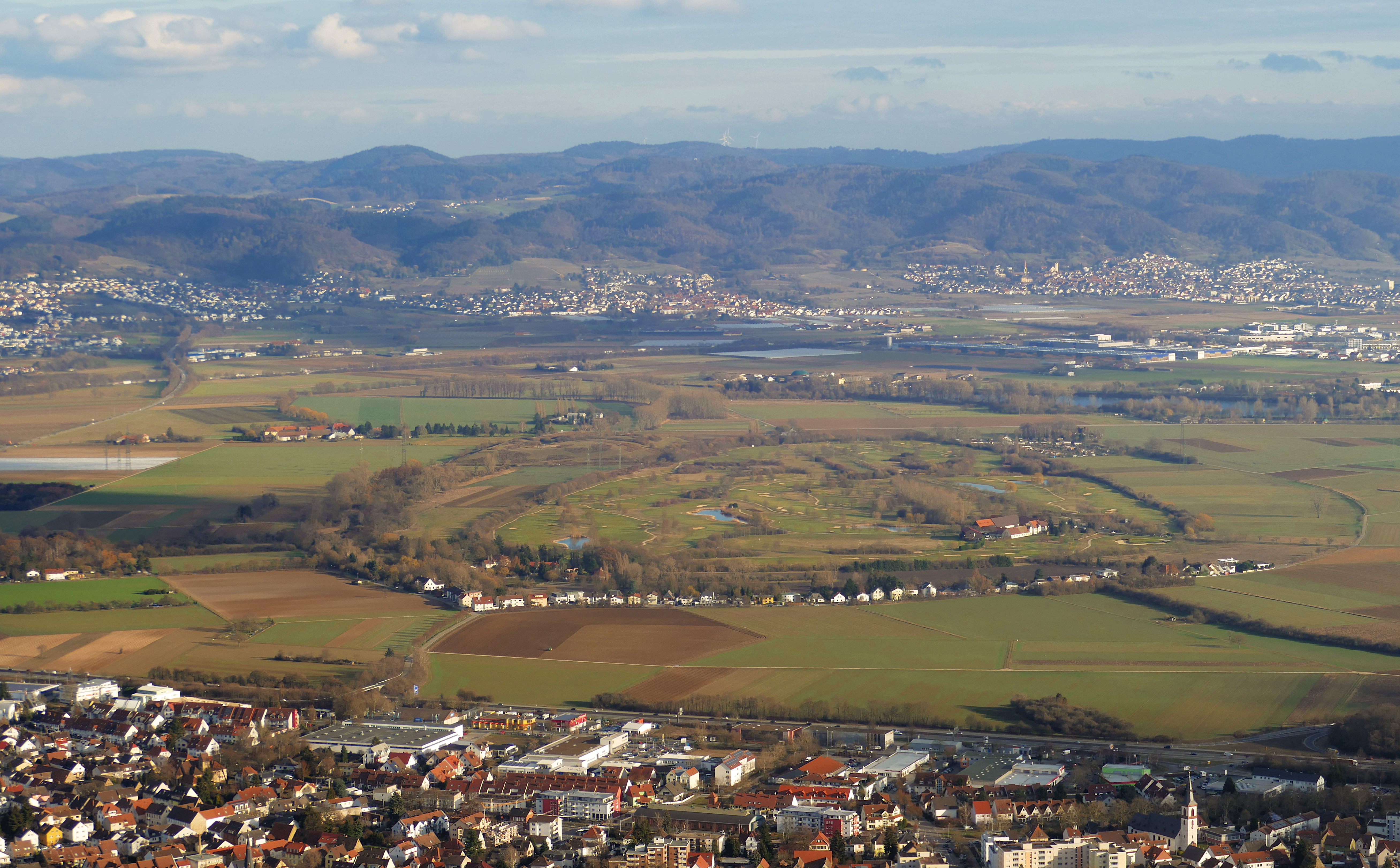
Luftbild des Golfplatzes Heddesheim; im Vordergrund ein Teil von Viernheim

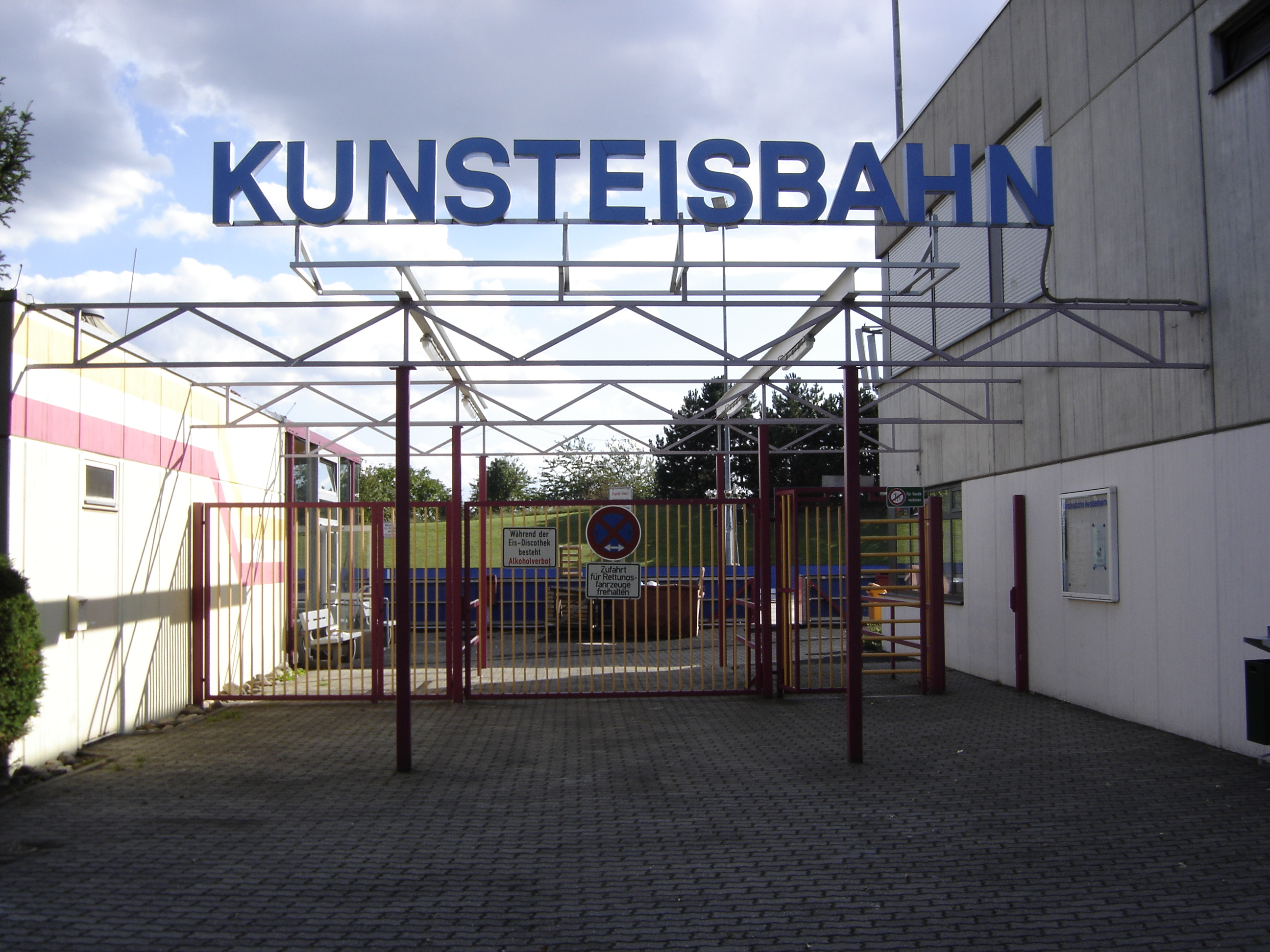
Kunsteisbahn

Durch die Erschließung von Gebieten und den Bau von Sportanlagen und kulturellen Einrichtungen ist in Heddesheim ein für eine Gemeinde dieser Größe umfangreiches Angebot an Freizeitaktivitäten entstanden:
- Hallenbad
- Badesee mit zwei beheizten Becken
- Kunsteisbahn im Freien
- Zwei Mehrzwecksporthallen
- 18-Loch-Golfplatz
- Minigolfanlage
- Gemeindebücherei
- Musikschule
- Zwei Fußballfelder (ein Rasenplatz und ein Platz mit Kunstrasen im Stadion an der Ahornstraße, das Stadion hat rund 2000 Plätze und ist Heimstätte des Fußballvereins FV Fortuna 1911 Heddesheim e. V.).
- Fünf Bolzplätze
- Reitverein
- Jugendzentrum u. a. mit Tischtennisplatten, Skateranlage, Tischfußball und Billard.

Zudem tragen mehr als 50 Vereine zum kulturellen und sportlichen Leben bei. Darunter sind u. a. die SG Heddesheim (Handball) und der FV Fortuna 1911 Heddesheim e. V. (Fußball) mit rund 500 Mitgliedern.
Die Fußballer der Fortuna wurden 2011 Meister in der Kreisklasse B2, 2013 Meister der Kreisklasse A2, 2014 Meister der Kreisliga Mannheim, 2016 Vizemeister in der Landesliga Rhein-Neckar und konnten sich über die Relegation für die Fußball-Verbandsliga Baden qualifizieren.
Die Handballer spielen derzeit (2013/14) in der BWOL (4. Liga). Sie schlossen die Saison 2012/13 in der Badenliga mit dem 1. Tabellenplatz ab und stiegen dadurch in die BWOL auf. Badischer Meister 2025 und Aufstieg in die Regionalliga.
Traditionell trifft sich die Ausdauersportszene zum Jahresabschluss beim Silvesterlauf Heddesheim. Der Hauptlauf wird über die Heddesheimer Meile, 7,7 Kilometer ausgetragen.

### Mundart
Der Heddesheimer Dialekt ist neben den üblich kurpfälzischen Dialektmerkmalen durch den Lambdazismus gekennzeichnet. Der Ortsname heißt deshalb im ursprünglichen Heddesheimer Dialekt auch Hellese und nicht Heddese.

## Wirtschaft und Infrastruktur

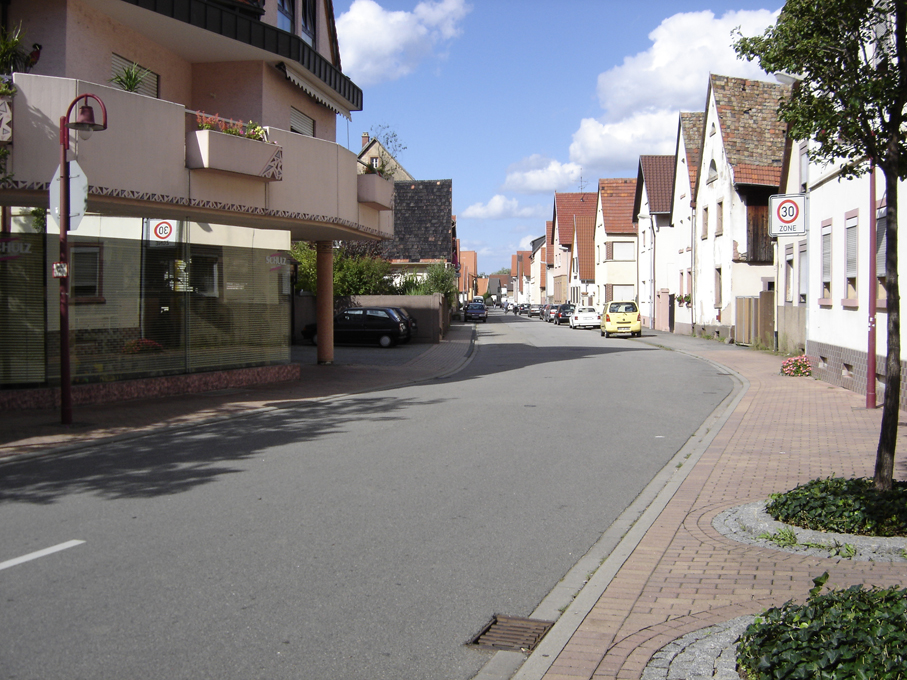
Vorstadtstraße

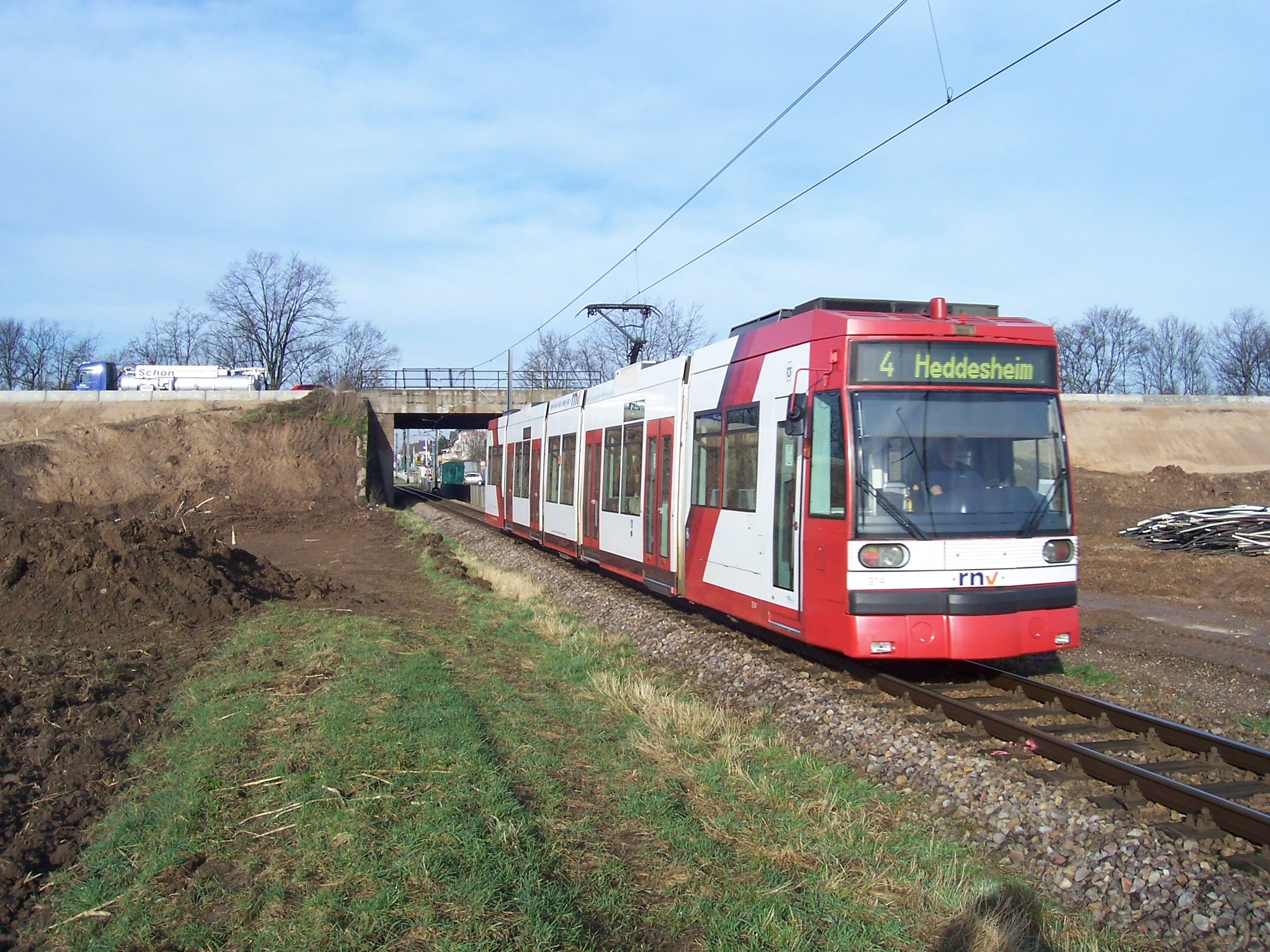
Ehemalige Linie 4 auf dem Weg Richtung Heddesheim (Heute: Linie 5A)

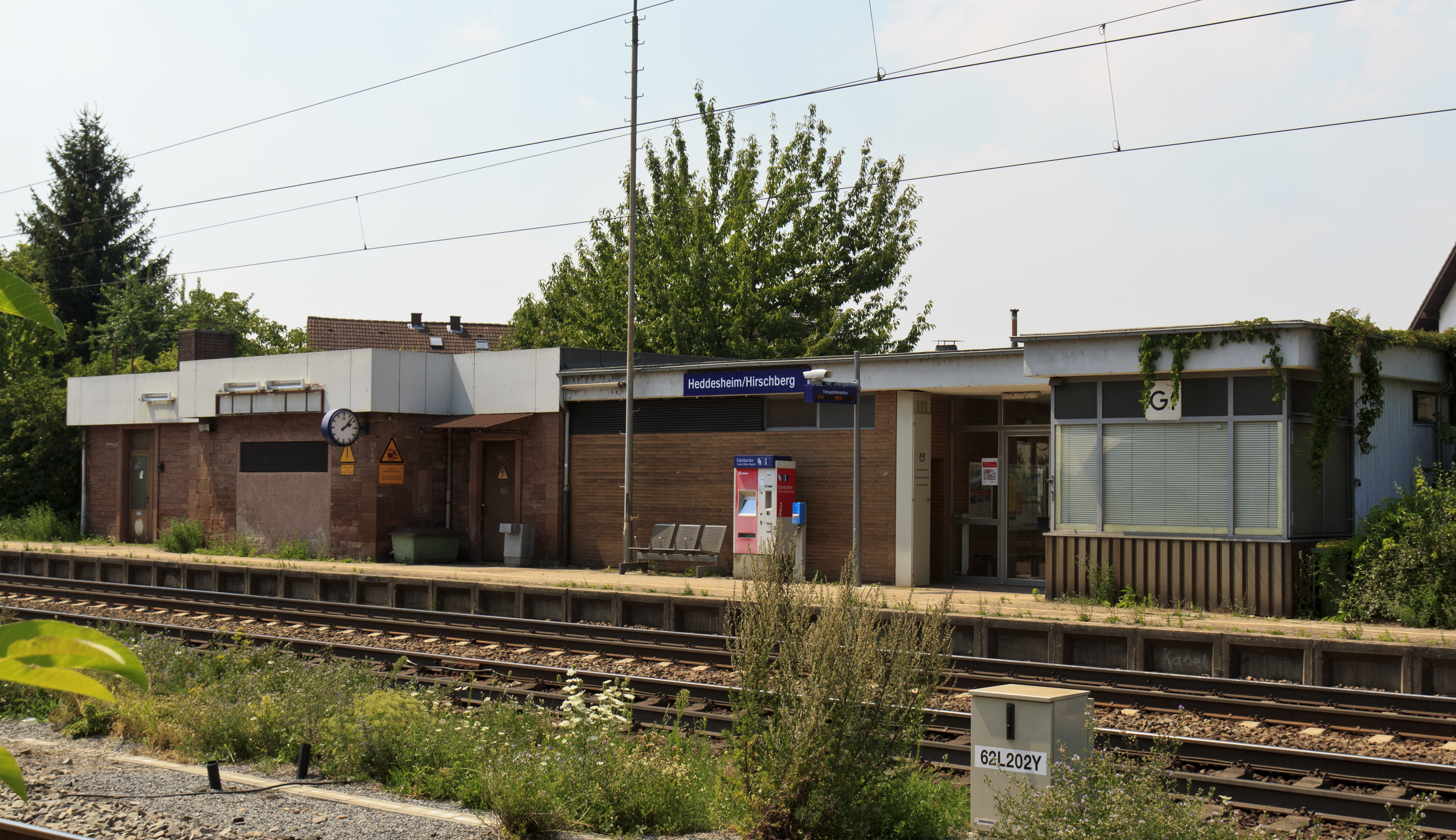
Bahnhof Heddesheim/Hirschberg

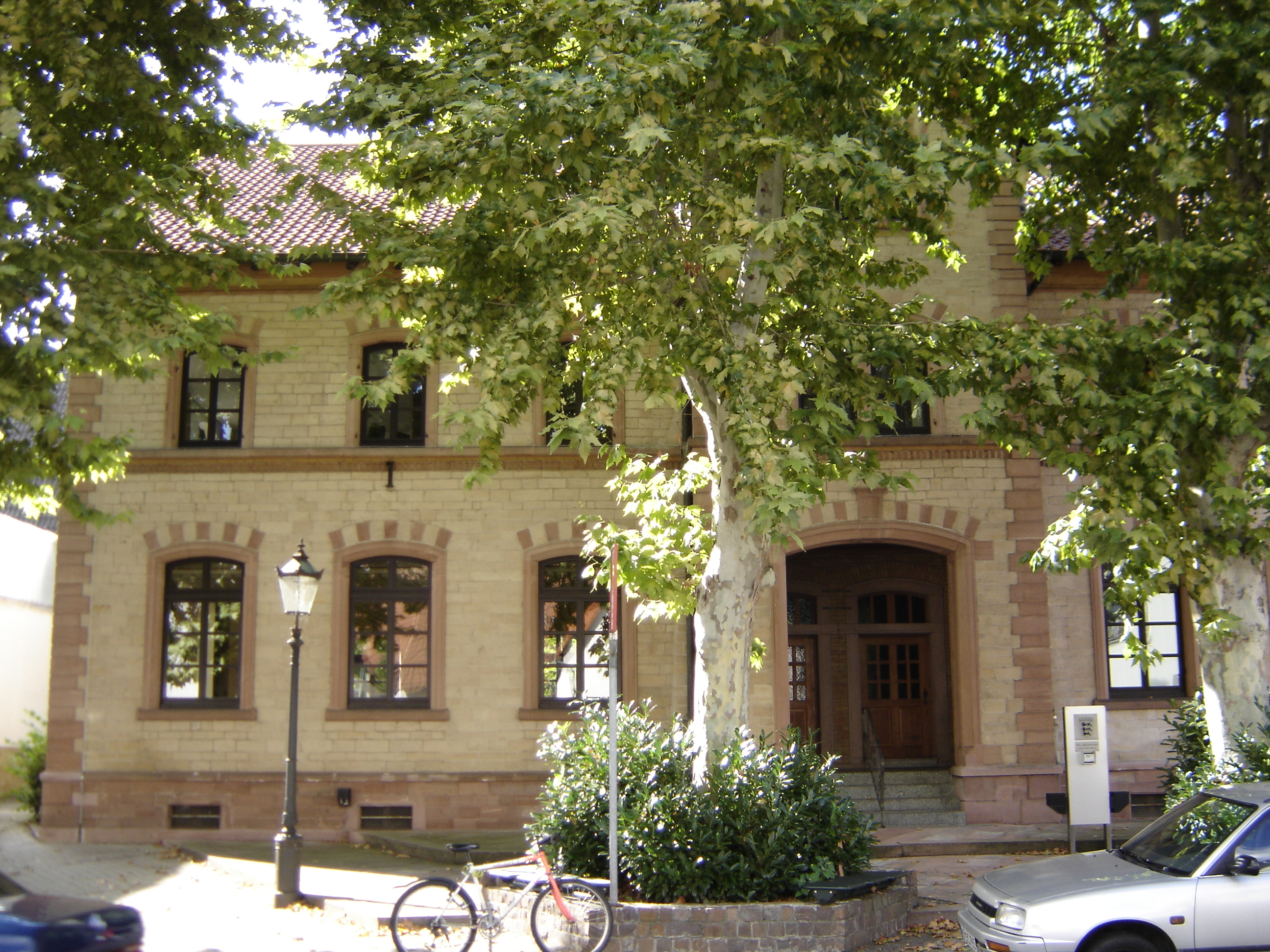
Altes Schulgebäude

### Wirtschaft
Ursprünglich von der Landwirtschaft geprägt, haben sich in Heddesheim einige kleinere Industriebetriebe angesiedelt. In zentraler Lage des Rhein-Neckar-Dreiecks ist Heddesheim aber überwiegend eine Wohngemeinde für Pendler in die umliegenden Oberzentren Mannheim und Heidelberg. Die landwirtschaftliche Nutzfläche Heddesheims liegt bei 1130 ha, davon 700 ha Getreide, 266 ha Viehzucht und 100 ha Zuckerrüben. Obwohl Tabakgemeinde genannt, wird mit dem Jahr 2010 kein Tabak mehr angebaut, da die Subventionen weggefallen sind und die zuletzt vier Tabakbauern keinen wirtschaftlichen Nutzen mehr aus dem Anbau ziehen können.

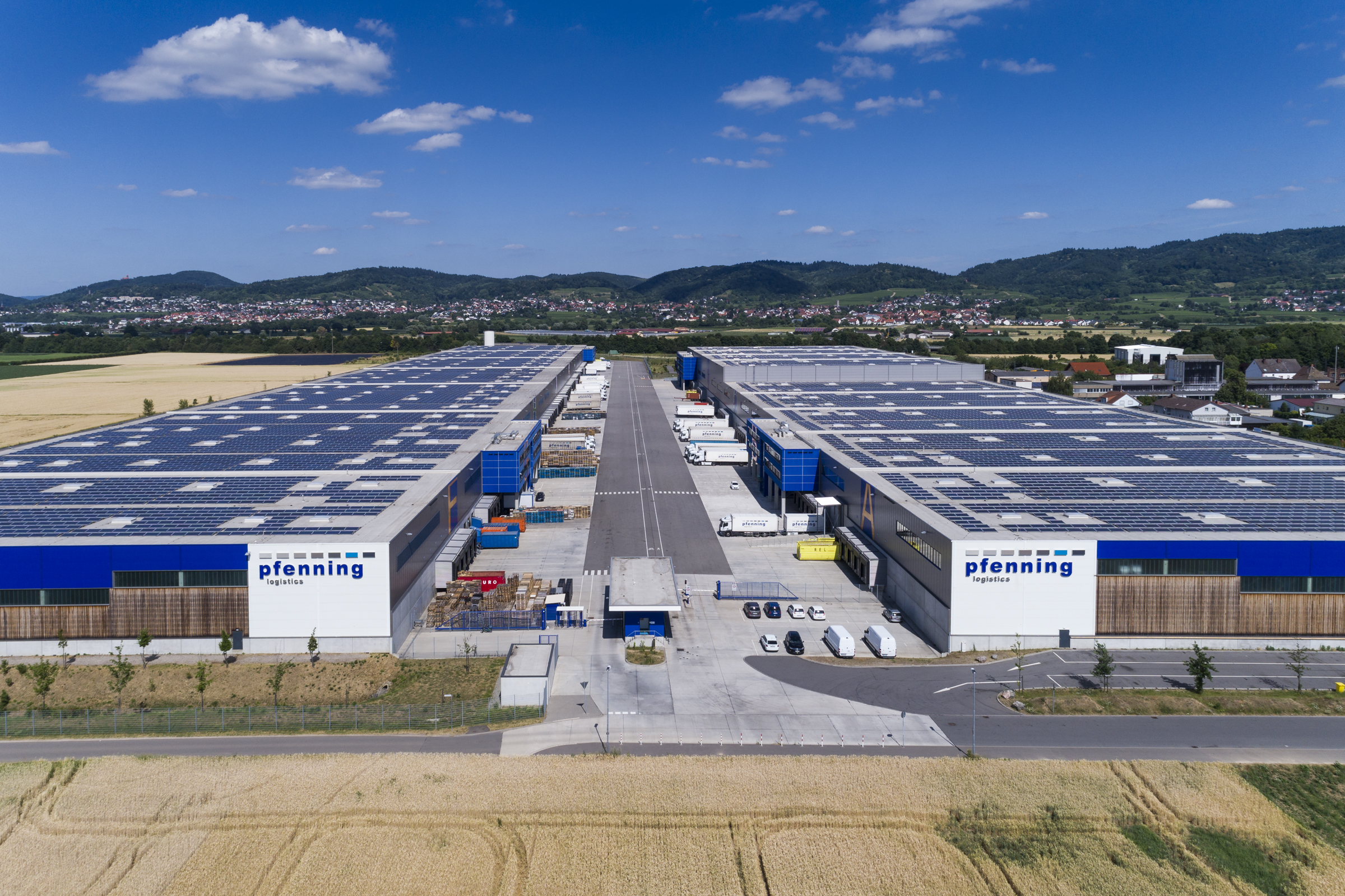
Hauptsitz Pfenning Group in Heddesheim mit Europas größter Solardachanlage (2012)

In Heddesheim wurde 2012 eines der größten Logistikzentren der Region (200.000 m²) fertiggestellt. Für das Bauvorhaben hat der Chef der Viernheimer Pfenning Group (KMP Holding), Karl-Martin Pfenning mit dem Viernheimer Immobilienmakler Johann Georg Adler die Phoenix 2010 GbR gegründet. Nach eigener Aussage haben die Geschäftsleute knapp 100 Millionen Euro in das Projekt investiert. Die Ansiedlung sorgte seit Bekanntgabe für einen kommunalpolitischen Streit zwischen ihren Befürwortern und ihren Gegnern; u. a. wurde eine rechtlich unverbindliche Bürgerbefragung durchgeführt, die eine knappe Mehrheit für das Projekt erbrachte.
Auf der elf Hektar großen Dachfläche des Verteilungszentrums in Heddesheim hat die Firma Wirsol Ende Juli 2013 den Bau der größten kristallinen Aufdach-Solaranlagen Europas abgeschlossen. Die Anlage produziert eine Spitzenleistung von 8,1 Megawatt.

### Verkehr

#### Schienenanbindung
Heddesheim ist seit 1909 Endhaltestelle einer Zweigstrecke der ehemaligen Oberrheinischen Eisenbahn (kurz OEG), die von Mannheim-Käfertal über Mannheim-Wallstadt bis Heddesheim führt. Ab 1995 wurde diese Strecke als Teil der Straßenbahnlinie 4 mit einem Linienweg von Heddesheim über Mannheim und Ludwigshafen am Rhein nach Oggersheim betrieben. Zudem wurden Fahrten bis nach Bad Dürkheim angeboten. Seit 11. Juni 2016 wird Heddesheim durch die Straßenbahnlinie 5A an den Mannheimer Hauptbahnhof angebunden.
Buslinien führen nach Ladenburg, Leutershausen und Großsachsen.
Im Bereich des außerhalb gelegenen Gewerbegebietes liegt der Haltepunkt der Deutschen Bahn Heddesheim/Hirschberg an der Bahnstrecke Frankfurt am Main–Heidelberg. Hier gibt es regionale Zugverbindungen nach Heidelberg, Weinheim, Darmstadt und Frankfurt am Main.

#### Autobahnanbindung
Mehrere Autobahnen führen in der unmittelbaren Umgebung von Heddesheim vorbei. Im Norden die A 659 zwischen Mannheim und Weinheim, im Osten die A 5 und im Westen die A 6.

### Bildung
In Heddesheim gibt es vier Kindergärten (zwei evangelische, einen katholischen, einen kommunalen) und drei Kinderkrippen. Zudem gibt es die Hans-Thoma-Grundschule (erbaut 1958), sowie die Johannes-Kepler-Grundschule, die 2019 in die Hans-Thoma-Grundschule integriert wurde. Einzige weiterführende Schule ist die Karl-Drais-Gemeinschaftsschule (zuvor Haupt- und Werkrealschule, erbaut 1971). Sie wird seit dem 1. August 2015 als Gemeinschaftsschule geführt. Schulträger aller Schulen ist die Gemeinde.
Schüler, die eine Realschule oder ein Gymnasium besuchen möchten, müssen in den benachbarten Orten Ladenburg, Schriesheim, Viernheim, Weinheim oder nach Mannheim zur Schule gehen.

## Persönlichkeiten

### Ehrenbürger
- 2019: Ursula Brechtel, 44 Jahre Gemeinderatsmitglied, ehrenamtliche Leiterin der örtlichen Volkshochschule und Bürgermeister-Stellvertreterin[14][15]
- 2019: Josef Doll, 44 Jahre Gemeinderatsmitglied, von 1989 bis 2009 Vorsitzender der CDU-Gemeinderatsfraktion[14][16]

### Söhne und Töchter der Gemeinde
- Kurt Fleckenstein (* 1949), Landschaftsarchitekt
- Jochen Grupe (* 1963), Handballspieler
- Gerhard Wind (1928–2016), Musiker, Dirigent, Komponist

### Weitere Persönlichkeiten, die mit der Gemeinde in Verbindung stehen
- Georg Friedrich Schlatter (1799–1875), war ab 1832 in Heddesheim als evangelischer Pfarrer tätig. Er war Alterspräsident der konstituierenden Landesversammlung in Baden und wurde wegen seiner herausgehobenen Position während der badischen Revolution 1848/49 zu zehn Jahren Zuchthaus verurteilt.
- Philipp Allmang (1799–1867), war zweimal Abgeordneter in der Badischen Ständeversammlung.
- Julius Schmidt (1866–1930), deutscher evangelischer Pfarrer und Heimatforscher, war 1914 bis 1930 Pfarrer in Heddesheim
- Richard Nutzinger (1896–1963), Heimatschriftsteller und evangelischer Theologe, war von 1931 bis 1936 als Vikar und Pfarrer in Heddesheim tätig.
- Otto H. Jacobs (* 1939), Wirtschaftswissenschaftler und emeritierter Professor für Betriebswirtschaftslehre. Er lehrte in Mannheim und wohnte in Heddesheim.
- Heinrich Bedford-Strohm (* 1960), Professor für Systematische Theologie an der Universität Bamberg und von 2014 bis 2021 Ratsvorsitzender der Evangelischen Kirche in Deutschland, war von 1992 bis 1994 Vikar in Heddesheim.
- Awet Tesfaiesus (* 1974), Politikerin und Rechtsanwältin, ist die erste schwarze Frau im Deutschen Bundestag und wuchs in Heddesheim auf.[17]